# Ashland (Massachusetts)
Ashland é uma cidade do condado de Middlesex, Massachusetts, Estados Unidos. A população era de 17.576 pessoas no censo de 2018.

## Geografia
Ashland encontra-se localizado nas coordenadas 42° 15′ 28″ N, 71° 28′ 25″ O. Segundo a Departamento do Censo dos Estados Unidos, Ashland tem uma superfície total de 33.33 km², da qual 31.93 km² correspondem a terra firme e (4.19%) 1.4 km² é água.

## Demografia
Segundo o censo de 2010, tinha 16.593 pessoas residindo em Ashland. A densidade populacional era de 497,83 hab./km². Dos 16.593 habitantes, Ashland estava composto pelo 84.24% brancos, o 2.36% eram afroamericanos, o 0.14% eram amerindios, o 8.75% eram asiáticos, o 0.02% eram insulares do Pacífico, o 2.63% eram de outras raças e o 1.86% pertenciam a duas ou mais raças. Do total da população o 4.46% eram hispanos ou latinos de qualquer raça.